# (94) Aurore
(94) Aurore, désignation internationale (94) Aurora, est un astéroïde de la ceinture principale.

## Description
(94) Aurore, désignation internationale (94) Aurora, est un astéroïde de la ceinture principale découvert par James Craig Watson le 6 septembre 1867 à Ann Arbor.
Il présente une orbite caractérisée par un demi-grand axe de 3,16 UA, une excentricité de 0,09 et une inclinaison de 8,0° par rapport à l'écliptique. Son diamètre a été estimé par l'IRAS à 204,89 km,.

## Étymologie
Cet astéroïde est nommé en référence à Aurore, déesse romaine de l'Aurore, équivalente de la grecque Éos.